# Тропы (фильм)
«Тропы» (англ. Tracks) — австралийский драматический фильм режиссёра Джона Кёррана по одноимённой книге австралийской писательницы Робин Дэвидсон, основанной на её девятимесячном путешествии через австралийские пустыни.
Мировая премьера фильма состоялась 29 августа 2013 года в основном конкурсе 70-го Венецианского кинофестиваля.

## Сюжет
В 1977 году Робин Дэвидсон отправилась из города Алис-Спрингс в путешествие длиной в 2 700 км до берегов Индийского океана, в сопровождении собаки и четырёх верблюдов. По пути её периодически навещает фотограф «National Geographic» Рик Смолан, делающий о ней репортажи.

## В ролях
- Миа Васиковска — Робин Дэвидсон
- Адам Драйвер — Рик Смолан
- Эмма Бут — Марг

## Отзывы
Фильм получил положительные отзывы кинокритиков. На сайте Rotten Tomatoes средний рейтинг картины составляет 81 % на основе 113 рецензий. На Metacritic — 78 баллов из 100.

## Награды и номинации

### Номинации
- 2013 — Венецианский кинофестиваль
  - Основной конкурс
- 2013 — Лондонский кинофестиваль
- 2013 — Кинофестиваль в Торонто
- 2013 — Кинофестиваль в Ванкувере